# Guingamp
Guingamp (pronúncia AFI: /gɛ̃.gɑ̃/) é uma comuna francesa na região administrativa da Bretanha, no departamento Côtes-d'Armor. Estende-se por uma área de 3,41 km². Em 2010 a comuna tinha 7 561 habitantes (densidade: 2 217,3 hab./km²).318 hab/km².
A região é também a terra natal de Théodule-Armand Ribot, considerado o fundador da psicologia experimental francesa.